# Evangelisches Bildungszentrum Hermannsburg

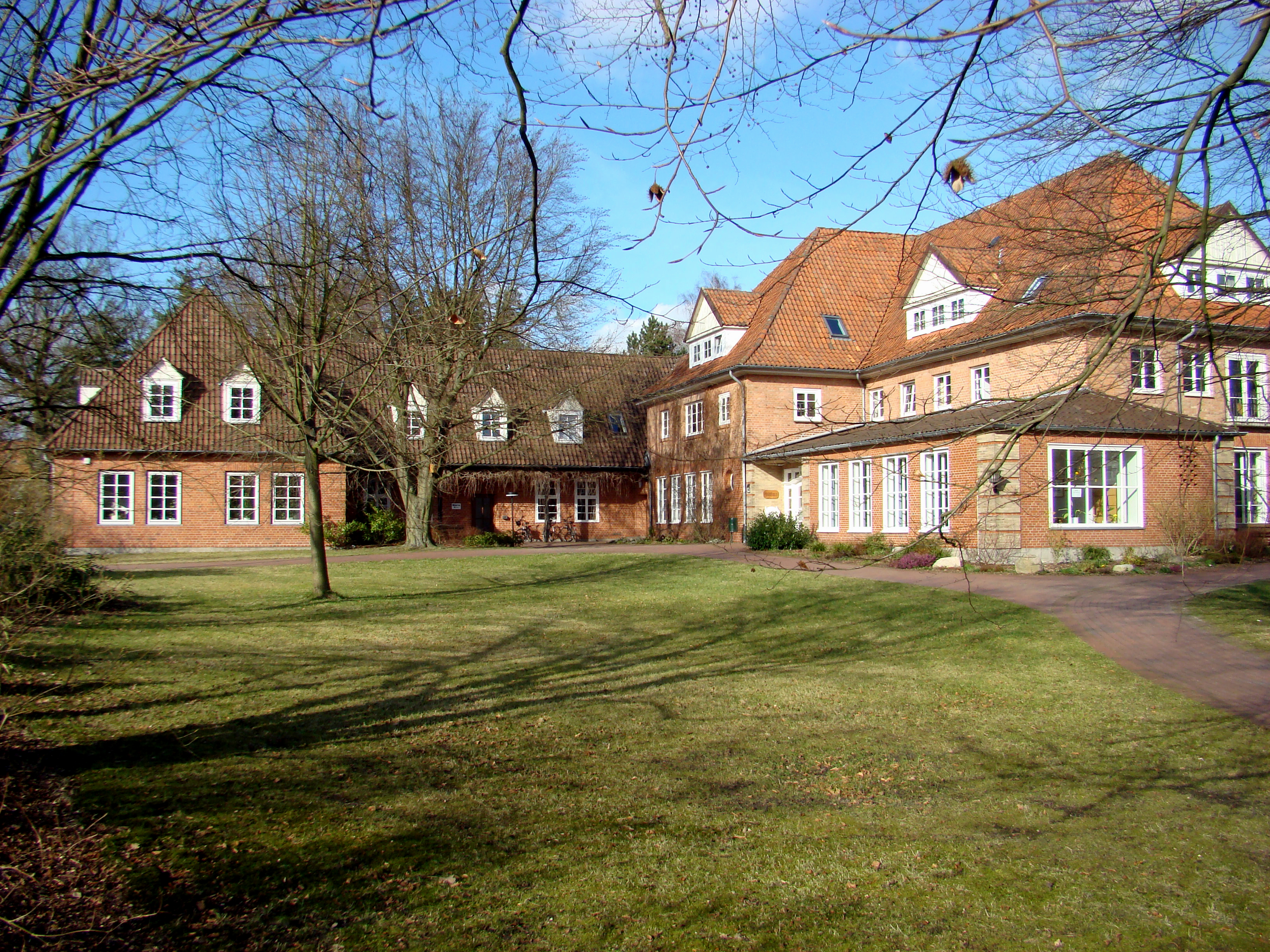
Gebäude des Evangelischen Bildungszentrums Hermannsburg

Das Evangelische Bildungszentrum Hermannsburg-Heimvolkshochschule gGmbH (bis 2012: Niedersächsische Lutherische Heimvolkshochschule Hermannsburg) ist eine Einrichtung für Erwachsenenbildung unter der Trägerschaft des Ev.-luth. Missionswerks in Niedersachsen in gemeinsamer Verantwortung mit dem Verein für die Niedersächsische Volkshochschule in Hermannsburg e. V. Die Evangelisch-lutherische Landeskirche Hannovers unterstützt und berät die Heimvolkshochschule in ihrer Arbeit.

## Geschichte und Aufgaben
Die Niedersächsische Lutherische Heimvolkshochschule Hermannsburg wurde im Jahr 1919 von Georg Haccius gegründet. Sie ist die älteste ländliche evangelische Heimvolkshochschule Deutschlands. Die staatlich anerkannte Weiterbildungsstätte bietet Kurse und Seminare zu den Themengebieten Leitung und Beratung, Glaube und Leben, Soziales und Politik, Kunst und Kultur und Familie und Arbeit an. Sie ist Mitglied im Verband Ländlicher Heimvolkshochschulen Deutschlands e.V. und im Niedersächsischen Landesverband der Heimvolkshochschulen in Niedersachsen e.V. Seit September 2012 ist sie eines von sieben Demokratiezentren der niedersächsischen Erwachsenenbildung. Dadurch ist das Evangelische Bildungszentrum Hermannsburg Ansprechpartner vor Ort für Fragen und Bildung für Demokratie und gegen Rechtsextremismus.